# Umbra krameri
Umbra krameri, conosciuta comunemente come umbra europea, è un piccolo pesce d'acqua dolce appartenente alla famiglia Umbridae.

## Distribuzione e habitat
Questa specie è diffusa nelle acque dolci fredde del bacino idrografico del Danubio, da Vienna fino alla foce (Europa centro-orientale). Nel corso del XX secolo è stata introdotta in altri paesi europei (Germania, Gran Bretagna e Polonia) con risultati d'acclimatazione non accertati da studi. Abita acque lente e basse (stagni, paludi, canali e ruscelli) densamente vegetate.

## Descrizione
Umbra krameri presenta un corpo allungato ma robusto, dai profili dorsale e ventrale arrotondati, e un peduncolo caudale più snello. Le pinne robuste e arrotondate.
La livrea è bruna, più scura sul dorso e chiara al ventre. Una linea chiara orizzontale attraversa i fianchi, mentre chiazze e linee sottili scure decorano il corpo. Le pinne, trasparenti, presentano linee orizzontali di puntini bruni. Raggiunge una lunghezza massima di 17 cm, ma comunemente ha taglie più piccole.

## Riproduzione
La fecondazione è esterna ed avviene tra febbraio ed aprile: la femmina custodisce uova e nidiata.

## Alimentazione
Si nutre prevalentemente di larve d'insetti e crostacei e di piccoli invertebrati.

## Pericoli
Questa specie è minacciata dalla distruzione dell'habitat originario a causa dell'agricoltura e dell'imbrigliamento degli argini dei corsi d'acqua, nonché dai cambiamenti chimici dovuti allo sversamento di sostanze inquinanti nei fiumi.

## Acquariofilia
U. krameri è allevata dagli appassionati dell'acquario d'acqua fredda.